# Barbro Tano
Barbro Tano, född 30 november 1939 i Pajala, är en svensk före detta längdskidåkare. Hon tävlade för IFK Kiruna.
Hon har deltagit i OS i Grenoble 1968 och i Sapporo 1972. År 1968 tog hon 18:e plats på 5 km och 10:e plats på 10 km. År 1972 tog hon 19:e plats på 5 km och, som bästa svenska, 13:e plats på 10 km.
1969 vann hon svenska mästerskapet på både 5 och 10 km. 1972 vann hon SM i stafett med sitt lag IFK Kiruna.
Hon är bosatt i Kiruna.